# 以色列封鎖加沙地帶 (2023年至今)
2023年10月9日，以色列宣布「全面封鎖」加沙地帶，切斷食品、水、藥品、燃料和電力供應以報復哈馬斯兩天前的突襲。

## 背景
自2005年以來，加沙地帶一直受到以色列和埃及部分封鎖。與以色列和埃及邊境只有數個過境點。 2023年10月9日宣佈的全面封鎖是首次實施。
2023年10月7日，巴勒斯坦軍事組織哈馬斯和其他巴勒斯坦組織武裝分子越過加沙與以色列之間的隔離牆進入以色列南部，並發動襲擊，更向以色列發射大量火箭彈。以色列隨後向哈馬斯宣戰，並召集30萬預備役軍人執行軍事行動。

## 封鎖
以色列國防部長約阿夫·加蘭特於2023年10月9日宣佈全面封鎖加沙地帶，暫停向加沙提供電、食物、水和天然氣。  以色列能源部发言人伊斯拉尔·卡茨表示，已下令切斷對加沙的供水，立即生效。以色列坦克和無人機的任務是守衛加沙-以色列邊境圍欄並執行封鎖。10月15日，经以色列总理本雅明·内塔尼亚胡和美国总统乔·拜登协商后，以色列政府决定恢复加沙南部部分地区的自来水供应。

## 反應
联合国人权高级专员称国际法禁止对一个地区实施全面封锁。世界卫生组织呼吁建立人道走廊，允许医疗物品进入加沙。
欧盟外交与安全事务高级代表博雷利表示，欧盟反对全面封锁加沙，而且以色列全面封锁加沙违反国际法。